# Szathmári István
Szathmári István (Kisújszállás, 1925. február 20. – 2020. november 3.) magyar nyelvész, egyetemi tanár.
Kutatási területei: stilisztika, az irodalmi nyelv története, a nyelvtudomány története, nyelvtörténet, dialektológia, nyelvművelés.

## Életpályája
A kisújszállási Református Gimnáziumban érettségizett 1944-ben. Felsőfokú tanulmányokat a debreceni egyetemen folytatott 1945–1948 között magyar–francia–német szakon, 1948-ban doktorált, 1949-ben megkapta a magyar-francia-német szakos középiskolai tanári oklevelet; 1952-ben főiskolai diplomát szerzett orosz nyelvből Budapesten.
1948-tól 1951-ig Debrecenben tanított Közgazdasági Technikumban; 1951-től 1955-ig Budapesten az Idegen Nyelvek Főiskolájának tanszékvezető tanára. 1955-től az ELTE II. sz. Magyar Nyelvészeti Tanszéken adjunktus, 1963-tól docens, 1970-től tanszékvezető, 1975-től egyetemi tanár volt. A kandidátusi fokozatot 1964-ben érte el. 1964–1970-ig stilisztikát oktatott a szegedi egyetem Bölcsészettudományi Karán magyar és idegen nyelv szakosoknak, Szegedről végleg 1970. augusztus 1-jén távozott, ez egybeesik a pesti tanszékvezetői kinevezésével. 1975–1979 között ő töltötte be az ELTE Bölcsészettudományi Kar dékánja tisztet.
1983-1989 között a Helsinki Egyetemre hívták meg vendégprofesszornak, ahol elindította a magyar nyelv és irodalom szakot. 1995-ben vonult nyugdíjba az ELTE BTK Mai Magyar Nyelvi Tanszékről, de továbbra is ott oktat, professor emeritusként. 1998–2002 között Székesfehérváron tanított a Kodolányi János Főiskolán.
Mestere Bárczi Géza, mind a kutatásban, mind az oktatásban az ő szellemét követte, természetesen a tudománynak a történelmi korszak által meghatározott lehetőségei és követelményei közepette.

## Tudományos tisztségek
- A Magyar Nyelv szerkesztőbizottságának tagja
- Études Finno–Ougrienne (Párizs) magyarországi szerkesztője
- Annales Sectio Linguistica szerkesztője volt.
- TMB Nyelvtudományi, orientalisztikai, klasszika-filológiai szakbizottságának tagja (1964–)
- MTA Helyesírási Bizottság (1959–)
- Nyelvművelő Bizottság (1961–)
- Stilisztikai és Verstani Bizottság (1967–)
- Magyar Nyelvészeti Munkabizottság (1970–)

## Művei
- Nyelvjárásaink; Akadémiai Ny.–Egyetemi Ny., Bp., 1955 (Útmutató a Társadalom- és Természettudományi Ismeretterjesztő Társulat előadói számára)
- A magyar stilisztika vázlata (1958) (Fábián Pállal és Terestyéni Ferenccel)
- A magyar stilisztika útja (1961)
- Régi nyelvtanaink és egységesülő irodalmi nyelvünk (1968)
- An Outline of the Hungarian Linguistics = The Hungarian Language (1972)
- A százéves Magyar Nyelvőr és a stilisztika (1974)
- Jelentéstan és stilisztika : a Magyar Nyelvészek 2. Nemzetközi Kongresszusának előadásai (szerkesztette).  Nyelvtudományi értekezések (83). Akadémiai Kiadó, Budapest. (1974)
- Tanulmányok a mai magyar nyelv szófajtana és alaktana köréből (szerkesztette, 1974 (Rácz Endrével))
- Tanulmányok a mai magyar nyelv mondattana köréből (szerkesztette, 1977 (Rácz Endrével))
- Tanulmányok a mai magyar nyelv szókészlettana és jelentéstana köréből (szerkesztette, 1980 (Rácz Endrével))
- Tanulmányok a mai magyar nyelv szövegtana köréből (szerkesztette, 1983 (Rácz Endrével))
- Tanulmányok a századforduló stílustörekvéseiről (szerző és szerkesztő, 1989)
- Fejezetek a magyar költői stílus történetéből (1990)
- Stílusról, stilisztikáról napjainkban (1994)
- A magyar helyesírás alapjai (1995)
- Bárczi Géza (1995)
- Három fejezet a magyar költői stílus történetéből (1995)
- Hol tart ma a stilisztika? Stíluselméleti tanulmányok (szerző és szerkesztő, 1996)
- Stilisztika és gyakorlat (szerkesztette, 1998)
- A retorikai-stilisztikai alakzatok világa[2] (2003, Tinta Könyvkiadó)
- Stilisztikai lexikon[3] (2004, Tinta Könyvkiadó)
- Helyesírási Szabályzat és Szótár (2004, Újhold Könyvkiadó[4] ISBN 9-63-955112-0)
- A magyar stilisztika – A kezdetektől a XX. század végéig[5] (2005, Tinta Könyvkiadó)
- Stílusról, stilisztikáról napjainkban[6] (2005, Tinta Könyvkiadó)
- A stilisztikai alakzatok rendszerezése[7] (2006, Tinta Könyvkiadó)
- A magyar nyelvtudomány történetéből[8] (2006, Tinta Könyvkiadó)
- Alakzatlexikon[9] (2008, Tinta Könyvkiadó)
- Stíluseszközök és alakzatok kislexikona[10] (2010, Tinta Könyvkiadó)
- Hogyan elemezzünk verset? [11] (2011, Tinta Könyvkiadó)
- A Magyar Nyelvtudományi Társaság története, 1904–2005; MNYT–Tinta, Bp., 2015 (Segédkönyvek a nyelvészet tanulmányozásához)

## Társasági tagság
- Magyar Nyelvtudományi Társaság (1951–) (titkár 1960-; főtitkát 1970–)
- Magyar Irodalomtörténeti Társaság (1964–)
- Kőrösi Csoma Társaság (1969–)
- Suomalais-Ugrilainen Seura (1970–)

## Díjai, elismerései
- A felsőoktatás kiváló dolgozója (1953)
- Déry Tibor-díj (1991)
- Bárczi Géza-emlékérem (1996)
- Lőrincze Lajos-díj (1997)
- Pais Dezső-díj (1998)
- Arany Penna díj (2000)
- Apáczai Csere János-díj (2005)
- Faludi Ferenc Alkotói Díj (2012)[12]
- A Magyar Érdemrend tisztikeresztje (2015)

## Külső hivatkozások
- Szathmári István életrajza és munkásság-bibliográfia
- http://archiv.vfmk.hu/konyvtar/digitalizalas/1_sz_melleklet_1_0.pdf